# 医学館
医学館（いがくかん）は、江戸時代後期に日本各地に設けられた医学校である。

## 概要
医学館（または医学所）は江戸時代に医師の子弟や医師志望者などのために特設課程として特別な教育を行った機関で、藩校内あるいは藩校とは別に建てられた建物で教育が行われた。
初期のものに熊本藩が宝暦6年（1756年）に開設した再春館や、薩摩藩が安永3年（1774年）に開設した造士館医学院がある。本州で最初に開講した学校は新発田藩が安永5年（1776年）に開設した医学館とされている。

## 各地の医学館

### 江戸
江戸幕府が神田佐久間町に設けた漢方医学校。もとは私設で明和2年（1765年）に多紀元孝（安元）が開設した躋寿館（せいじゅかん）が起源である。官立学校を意味する「学」の字を憚って「躋寿館」と称した。明和5年（1768年）6月には町屋敷一箇所を幕府から賜った。
安永元年（1772年）2月の大火で講堂が焼失したため、元孝を継承した元悳が私財で再建。幕府直轄となる前は助成町屋敷の地代と町医者の醵金と多紀氏の私財で運営された江戸の町医者を対象とする教育機関であった。そのため江戸の町医者に分担金を募る町触が何度か出されている。
松平定信の寛政の改革のもとで直轄化が行われ、寛政3年（1791年）10月に重立世話役・世話役の教官人事などが出された。寛政4年（1792年）正月23日から幕府直轄の医官養成校となり、医学館と改称した。さらに学生が予想以上に集まったことから、寛政5年（1793年）正月に陪臣医師・町医者の出席が見合わせとなったため、名実ともに幕府医官の教育機関となった。その後、文化3年（1806年）の大火で焼け落ちたため、下谷新橋通りに移転再建された。
寛政期には多紀元簡が世話役の中心となり、多紀元悳原撰「観聚方」80巻から記述を精選して『観聚方要補』10巻を編纂しようとしたが急逝したので元簡の死後に元胤・元堅兄弟が校訂を加えて文政2年（1819年）に元簡の遺稿として刊行した。元簡の没後しばらく医学館は停滞期に入った。
天保の改革以後、医学館は最盛期を迎え、機構改革で陪臣医・町医者が出席する別会が増設された。天保13年（1842年）には受診者枠を200人に拡大することが許可され、そのため弘化2年（1845年）から薬種代金100両の増額が許可された。
しかし、多紀元堅の死後（1857年）は凋落し1868年に閉鎖された。

### 紀州
紀伊国紀州藩が和歌山城下（現和歌山市）に設けた藩校。天明7年（1787年）、和歌山城内での医書講釈が起源である。寛政3年（1791年）、藩主徳川治寶により、現和歌山市本町三丁目に医学館を開設した。その後、同市雑賀屋町に移転した。藩内の医師子弟や門下生に漢方医学を教授するのみならず、天保年間（1830年 - 1844年）には館内に施薬局を設置し、貧しい領民に対して施薬するなどの支援も行った。明治2年（1869年）まで存続し、跡地の一部は後に神田病院（2013年2月28日閉院）となり、病院玄関口に碑が建てられていた。

### 弘前
弘前藩は寛政6年（1794年）に藩校稽古館を創設したが医学書の講義も行われていた。藩校は文化5年（1808年）に経費削減のため規模を縮小され、学問所医学会への参加者も減少した。これを危惧した学問所医学頭取の北岡太淳は、安政5年（1858年）に学問所とは別に医学館の創設を藩に願い出てその頭取となった。